# Романська мозельська мова

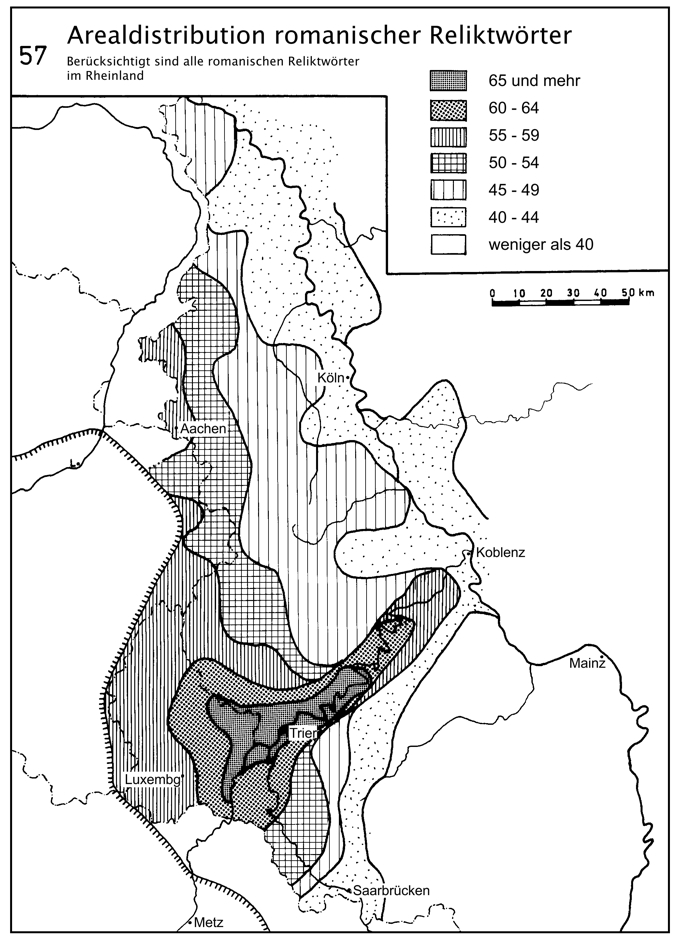
Мапа романських субстратів в сучасних мозельських говірках німецької мови.

Рома́нська мозельська мо́ва — мертва галло-романська мова з підродини ойль, яка виникла й розвивалася після падіння Західної Римської Імперії в основному в районі середньої та нижньої течії річки Мозель, від місця впадіння у Рейн в сучасній ФРН до кордону сучасної Франції з Люксембургом. Попри потужний германський асиміляційний вплив, носії мови ще зустрічалися в ізольованих острівцях аж до початку XI сторіччя. 

## Історія
Після завоювання Цезарем Галлії, з 50 року н.е. там відбувається поступова антична романізація, зокрема цей процес зачепив також землі сучасних Бельгії, Люксембургу й території від сучасних Тріра до Кобленца. Потужний германський вплив в римській провінції Нижня Германія, що складається з сучасних Нідерландів та Рейнланд-Пфальцу на північ від Ару, яка була розташована на лівобережжі Нижнього Рейну, існував ще за стародавніх часів, тому романізація була тут дуже слабка. Натомість у Верхній Германії, яка також була на лівобережжі Рейну, але вона займала смугу від Кобленца до Базеля, германський вплив був значно слабкіший, тому ці землі й зазнали цілковитої романізації. 

## Виникнення мозельської романської мови
Коли германські племена англів та саксів зі своїх споконвічних земель на північному заході сучасної ФРН прямували до Британії, вони перетнули сучасні Брабант, Голландію й Фландрію, внаслідок чого вони частину місцевих франків були відтиснули на південний схід вздовж річок Утр й Зауер до регіону Мец і Верхня Мозель. Тим самим галло-римське населення регіону Кобленц—Трір від решти Галлії було відрізане германським клином завширшки в 60 кілометрів, від Арлону до Тріра. Судячи з археології, ці новоприбулі франки практикували землеробство й тваринництво в районах Бітбург, Ґутланд, Середнього і Верхнього Саару, а також в Мозельській долині, віддаючи перевагу двом останнім над іншими. Цілісний галло-романський мовний континуум розпався, й північні діалекти галло-романської мови(група ойль) розвиваються своїми шляхами — в залежності від рівня романізації й германізації регіонів. Поширення мозельської романської мови виявилося в найважчому стані — мова була повністю ізольована від усього романського світу. Цей фактор створив передумови для занепаду романської мови в перспективі, бо в сільській місцевості германський елемент посилився ще більше, а за європейського Раннього Середньовіччя саме сільське господарство було як основа економіки. Міста́, які ще за пізньої Західної Римської імперії знаходилися в глибокому занепаді(в економічному сенсі), за Раннього Середньовіччя ледве животіли, та й за кількістю населення вони не надто поступалися селам. Якщо сама́ столиця Імперії, Рим, після падіння останньої налічував всього кілька тисяч мешканців, то що вже за провінцію казати! Асимільоване германцями село почало впливати на місто, бо в лави міського населення вливалися й селяни з навколишніх сіл. Масового розмаху цей процес став набирати наприкінці «темних віків», коли у зв'язку з «аграрною революцією» на селі натуральне господарство починає поступатися більш прогресивному товарно-грошовому обміну, бо загальний рівень життя населення загалом зріс, й воно мало можливість продавати лишки сільськогосподарської продукції, а на вторговані кошти купувати якісніші промислові вироби(до цього навіть ремісничі вироби виготовлялися в селі, бо селяни не лише займалися сільським господарством, а й виробляли ремісничі вироби. Щоправда, якість їхня була не дуже, бо фахівець-ремісник той же виріб завжди зробить кращий). У зв'язку́ з попитом почало розвиватися ремісниче виробництво, яке через певну специфіку стало концентруватися у містах(бо міста́ тоді були як адміністративні й церковні центри, й саме управлінці попервах були основні покупці більшості якісних ремісничих товарів). Тому фахівці з села й почали перебиратися до міста, тим самим вони змінювали структуру міського населення, в т. ч. й у мовному плані. 
За словами лінгвіста Альберто Варваро, мовна межа між германомовним та романомовним населенням в 13 столітті була схожою з поточним розмежуванням мов регіону, але ще кілька років тому в долині Мозеля(неподалік від міста Трір) зустрічалися носії романських говірок.

## Занепад
У зв'язку з тим, що область функціонування  мозельської романської мови повністю увійшла до складу майбутньої Німеччини, асиміляційні процеси з боку германців, які тривали з кінця V сторіччя н.е., посилилися ще більше, й до 13 сторіччя з широкого вжитку вона практично зникає. Але вона не зникла безслідно, вона залишила пам'ять про себе як в місцевій топоніміці, так й в місцевих говірках німецької мови. Місцеві галло-римські топоніми свідчать про те, що лівобережжя Мозеля було германізоване після 8-го століття, але правобережжя залишалося романомовне принаймні ще в 10-му столітті. Про це свідчать назви Маринг-Новіан, Озанн-Монцель, Лонґуйх, Ріол, Хатценпорт, Лонгкамп, Карден, Крьов або Альф. Топонім Вельшбілліг вказує на колишню присутність вельшів (романізованих кельтів) по всьому регіону. На додаток до галло-римських топонімів та гідронімів, лексика мозельських діалектів німецької мови показує багатство романських впливів, які слід розглядати як залишки колишнього мозельського романського мовного острівця на цій території. 
Приклади таких слів: Bäschoff - «стоянка суден, які повертаються назад» походить від галло-римського bascauda; Even - «Овес» < avena; Fräge - «Полуничний» < fraga; Gimme - «Пуп'янок» < gemma; glinnen - «вивчати виноград» < glennare; More - «Ожина» < morum; pauern - «очищувати» < purare; Präter - «захисний Коридор» < pratarius; Pülpes -  «Жовтці» (Рослини) < pulli pes і так далі. 

## Приклад тексту мозельською романською мовою
Цей напис на надгробку VI ст. являє собою найбільш раннє свідоцтво переходу від народної латини до мозельської романської мови: 
- Hoc tetolo fecet Montana, conlux sua, Mauricio, qui visit con elo annus dodece; et portavit annus qarranta; trasit die VIII K(a)l(endas) Iunias.
- Цей надгробок було зроблено Монтаною, дружиною Маврикія, який жив з нею дванадцять років; і йому було сорок років; він помер 25 травня.

Латиною ж цей напис буде виглядати так: 
«Hunc titulum Mauricio fecit Montana, coniunx eius, quae vixit cum illo annos duodecim; et habuit annos quadraginta; transiit de VIII Kalendas Iunias».